# Puduhepa
Puduhepa (hettita ékírással nom. 𒊩𒁍𒁺𒃶𒉺𒀸 MUNUSp/bu-du-ḫe2-pa-aš, fPuduḫépāš, i. e. 13. század) III. Hattuszilisz hettita király felesége, költőnő. Apja Lavacantijasz város, ezzel együtt valószínűleg egész Kizzuvatna főpapja, Pentibszarri.
Házassága előtt Istár papnője volt Lavacantijasz városában. A kádesi csata után hazafelé tartó Hattuszilisz útba ejtette a fontos kizzuvatnai települést, és ekkor kötöttek házasságot. Hattuszilisz később még egy babiloni és egy amorita hercegnőt is feleségül vett, de Puduhepa a főfelesége maradt. A „nagykirályné” címet viselte, és saját pecsétnyomóval rendelkezett. Férje halála után, még III. Tudhalijasz alatt is viselte a Tavannanna címet, bár felmerült már olyan elképzelés is, hogy Tudhalijasz babiloni feleségének is Puduhepa lett a hurri neve.
Több irodalmi szöveg maradt fenn nevével. Fontos dokumentuma a „Hattuszilisz és Puduhepa imája” című, az arinnai Napistennőhöz címzett imája (CTH#383-384), valamint „Puduhepa fogadalma” (CTH#585). Az előbbiben a Napistennő segítségét kéri, miközben Hattuszilisz tetteit is felsorolja, így nemcsak irodalmi, de történeti forrás is. A fogadalom Lelvani istennőhöz, Istár egyik anatóliai változatához szól, és egy álombéli látomás az alapja. Imáiban férje évkönyveinek stílusát másolja, így azok nem csak a hettita mitológia, hanem a történeti események tekintetében is sok információval szolgálnak.
A békeszerződés után, melyet Hattuszilisz kötött II. Ramszesz egyiptomi fáraóval, Puduhepa diplomáciai levelezést folytatott Nofertari királynéval (CTH#158, 160, 164 stb.). Rajta kívül levelezett Alaszija királyával (CTH#176). Hattuszilisz és Pudupeha négy gyermeke közül Tudhalijasz követte a trónon apját, egy lányuk (egyiptomi nevén Maathórnofruré) pedig II. Ramszesz felesége lett.
További gyermekei:
- Kiluszhepa, aki az iszuvai Ari-Szarruma felesége lett.
- Taszmi-Szarruma (Tudhalijasz?).
- Gasszulavijasz, Bentesina felesége.

Nem dönthető el, hogy Hattuszilisz további gyermekei közül Huccijasz, Hanuttisz, Heszni, Tatamaru, Uparamuva, Uhhacitisz, Tarhuntapijasz és két ismeretlen nevű leány közül melyikük volt még Puduhepával közös gyermeke.

## Lásd még
- hettita királyok családfája
- hettita királynék listája